# Andrzej Dołecki
Andrzej Dariusz Dołecki (ur. 1 lutego 1985 w Warszawie) – polski działacz społeczny i polityk, w 2015 poseł na Sejm VII kadencji, prezes stowarzyszenia Wolne Konopie.

## Życiorys
Syn Ewy i Dariusza. W 2004 ukończył LXXVIII Liceum Ogólnokształcące w Warszawie. Pracował jako organizator imprez kulturalnych. Działacz na rzecz legalizacji marihuany, został prezesem stowarzyszenia Wolne Konopie. W związku z oskarżeniem o sprzedaż marihuany w 2012 był tymczasowo aresztowany (co wiązało się później z przyznaniem przez sąd odszkodowania i zadośćuczynienia za niesłuszne stosowanie tego środka). W 2015 na dwa miesiące aresztowano także jego rodziców w związku z zarzutem przemytu oleju z konopi.
W wyborach parlamentarnych w 2011 startował bezskutecznie do Sejmu z listy Ruchu Palikota w okręgu warszawskim, otrzymując 1281 głosów. We wrześniu 2015 Janusz Palikot zrzekł się swojego mandatu poselskiego, w związku z czym przypadł on Andrzejowi Dołeckiemu, który 23 września złożył ślubowanie poselskie. Przystąpił do koła poselskiego Ruch Palikota, związanego z Twoim Ruchem. W wyborach w 2015 znalazł się na liście Zjednoczonej Lewicy w okręgu wrocławskim, nie uzyskał poselskiej reelekcji.